# Руски (Литрим / Роскоммон)
Руски (англ. Roosky, Rooskey, Ruskey; ирл. Rúscaigh) — деревня в Ирландии, находится на границе графств Литрим (провинция Коннахт) и Роскоммон, недалеко от стыка границ с графством Лонгфорд. Через литримскую часть деревни, по правому берегу реки Шаннон с севера на юг проходит трасса N4.

## Демография
Население — 329 человек (по переписи 2006 года). В 2002 году население составляло 198 человек.
Данные переписи 2006 года:
| Общие демографические показатели |               |                               |                               |      |      |
| Всё население                    | Всё население | Изменения населения 2002—2006 | Изменения населения 2002—2006 | 2006 | 2006 |
| 2002                             | 2006          | чел.                          | %                             | муж. | жен. |
| 198                              | 329           | 131                           | 66,2                          | 176  | 153  |